# Dan Stevens
Daniel Jonathan „Dan“ Stevens (* 10. října 1982, Croydon, Londýn, Anglie, Spojené království) je britský herec. Nejvíce se proslavil rolí v seriálu Panství Downton, rolí v thrillerovém filmu The Guest, rolí Lancelota ve filmu Noc v muzeu: Tajemství hrobky a rolí zvířete ve filmu Kráska a zvíře.

## Životopis
Stevens se narodil v Croydonu v Londýně. Byl adoptovaný hned po narození, jeho rodiče jsou oba učitelé. Vyrostl ve Walesu a v jihovýchodní Anglii. Má mladšího bratra, který byl také adoptován. Na škole v Kentu se začal zajímat o drama. Od 15 let trénoval a vystupoval v divadle pro mladistvé National Youth Theatre v Londýně.
Studoval anglickou literaturou na Emmanuel College v Cambridge, kde byl členem divadelního spolku Footlights.

## Kariéra
V roce 2004 zahájil svojí profesionální hereckou kariérou a to rolí Orlanda v divadelní produkci Shakespearovo As You Like It. Za práci byl nominován na ocenění Iana Charlesona.
V roce 2006 se objevil v roli Nicka Guesta v BBC adaptace novely The Line of Beauty. Později v roce 2006 si zahrál Simona Blisse ve hře Hay Fever. Za rok 2006 byl jmenován jednou z Hvězd zítřka při Londýnském festivalu.Připojil se k obsazení hry The Vortex. V lednu 2009 si zahrál v britském seriálu Slečna Marplová. V červnu 2009 se vrátil do divadla West End a zahrál si Septimuse Hodge ve hře Arcardia.
V roce 2010 nastal zlom v kariéře a to díky roli Matthewa Crawleyho v seriálu Panství Downton, jehož tvůrcem je oscarem oceněný scenárista Julian Fellowes. Seriál se stal mezinárodně úspěšným a získal nominace na ceny jako Emmy, BAFTA, Zlatý glóbus a Cena Sdružení filmových a televizních herců. Stevens seriál opustil po třetí sérii v roce 2012. V březnu 2012 dokončil natáčení filmu Upírky a Léto v únoru. V roce 2012 se s rodinou přestěhoval do New Yorku a získal roli na Broadwayii po boku Jessicy Chastainové ve hře The Heiress.
V roce 2014 si zahrál v nezávislém filmu The Guest, za který získal velký ohlas u kritiků. Za roli získal nominaci na Cenu Saturn. V roce 2014 si také zahrál v komedii Švec, dramatu Mezi náhrobními kameny a v pokračování filmů Noc v muzeu Noc v muzeu: Tajemství hrobky. V březnu 2015 bylo oznámeno, že si s Emmou Watsonovou zahraje ve filmu Kráska a zvíře roli prince/zvířete. Film měl premiéru v březnu roku 2017. V únoru 2016 byl obsazen do hlavní role Davida Charlese Hallera v seriálu Legion. Seriál se začala vysílat v únoru 2017 a v polovině března byla potvrzena druhá série.

### Další práce
Stevens namluvil přes 30 audio knih, včetně Casino Royale, Wolf Hall a Válečný kůň. V roce 2014 byl nominován ve dvou kategoriích Audie Awards za práci na audio knize Frankenstein. Kromě herectví se zabývá psaním a literaturou, je editorem pro The Junket, online magazín, který pomohl založit v roce 2011 s přáteli. Byl členem poroty při předávání Man Bookerovy ceny v roce 2012.

## Osobní život
V roce 2009 si vzal jazzovou zpěvačku a učitelku zpěvu Susie Hariet. Dvojice se potkala v roce 2004, když hráli v různých divadlech ve městě Sheffield. Jejich dcera Willow se narodila v roce 2009, syn Aubrey v roce 2012 a třetí dítě Eden v roce 2016. Herečka Rebecca Hallová je kmotrou jejich dcery Willow.

## Filmografie

### Film
| Rok           | Název                                                     | Role              | Poznámky               |
| ------------- | --------------------------------------------------------- | ----------------- | ---------------------- |
| 2009          | Hilda                                                     | David Cameron     |                        |
| 2011          | The North London Book of the Dead                         | Speaker           | krátkometrážní film    |
| 2011          | Babysitting                                               | Spencer           | krátkometrážní film    |
| 2012          | Upírky                                                    | Joey              |                        |
| 2012          | Shallow                                                   | Richard Dove      | krátkometrážní film    |
| 2013          | Léto v únoru                                              | Gilbert Evans     | také výkonný producent |
| 2013          | WikiLeaks                                                 | Ian Katz          |                        |
| 2014          | The Guest                                                 | David Collins     |                        |
| 2014          | Mezi náhrobními kameny                                    | Kenny Kristo      |                        |
| 2014          | Švec                                                      | Emiliano          |                        |
| 2014          | Noc v muzeu: Tajemství hrobky                             | Sir Lancelot      |                        |
| 2015          | Špatný krok                                               | Noah              | také výkonný producent |
| 2016          | The Ticket                                                | James             |                        |
| 2016          | Norman: Mírný vzestup a tragický pád stratéga z New Yorku | Bill Kavish       |                        |
| 2016          | Kolos                                                     | Tim               |                        |
| 2017          | Kráska a zvíře                                            | Zvíře / Princ     |                        |
| 2017          | Dva nestačí                                               | Will Porter       |                        |
| 2017          | Marshall                                                  | Lorin Willis      |                        |
| 2017          | The Man Who Invented Christmas                            | Charles Dickens   |                        |
| 2018          | Her Smell                                                 | Danny Something   |                        |
| 2018          | Apostle                                                   | Thomas Richardson |                        |
| 2019          | Lucy in the Sky                                           | Drew Cola         |                        |
| 2020          | Volání divočiny                                           | Hal               |                        |
| 2020          | Blithe Spirit                                             | Charles Condomine |                        |
| 2020          | Eurovize                                                  | Alexander Lemtov  |                        |
| bude oznámeno | The Rental                                                | bude oznámeno     |                        |

### Televize
| Rok     | Název                          | Role                  | Poznámky   |
| ------- | ------------------------------ | --------------------- | ---------- |
| 2004    | Frankenstein                   | Henry Clerval         | 2 díly     |
| 2006    | The Line of Beauty             | Nick Guest            | 3 díly     |
| 2006    | Drákulův polibek               | Lord Arthur Holmwood  | TV film    |
| 2007    | Maxwell                        | Basil Brookes         | TV film    |
| 2007    | Slečna Marplová: Nemesis       | Michael Faber         | TV film    |
| 2008    | Rozum a cit                    | Edward Ferrars        | 3 díly     |
| 2009    | Návrat mrtvých                 | Dr. Fisher            | TV film    |
| 2010–12 | Panství Downton                | Matthew Crawley       | 25 dílů    |
| 2012    | The Making of Planet Earth     | Vypravěč              | dokument   |
| 2012    | Forget Me Not                  | Vypravěč              | dokument   |
| 2013    | Lidé zítřka                    | TIM (hlas)            | 3 díly     |
| 2014    | Bylo, nebylo: Wicked Is Coming | Vypravěč (hlas)       | TV speciál |
| 2014–17 | Zelený servis                  | Colin                 | 3 díly     |
| 2015–16 | SuperMansion                   | Bunsen (voice)        | 2 díly     |
| 2017–19 | Legion                         | David Haller / Legion | 27 dílů    |

### Divadlo
| Rok  | Název                          | Role              | Poznámky               |
| ---- | ------------------------------ | ----------------- | ---------------------- |
| 2004 | As You Like It                 | Orlando           | Rose Theatre           |
| 2005 | You Never Can Tell             |                   | Theatre Royal          |
| 2005 | Waiting for Godot              |                   | Theatre Royal          |
| 2005 | Private Lives                  |                   | Theatre Royal          |
| 2005 | Mnoho povyku pro nic           | Claudio           | Theatre Royal          |
| 2006 | The Romans in Britain          | Marban / Maitland | Crucible Theatre       |
| 2006 | Hay Fever                      | Simon Bliss       | Haymarket Theatre      |
| 2008 | The Vortex                     | Nicky Lancaster   | Apollo Theatre         |
| 2009 | Every Good Boy Deserves Favour | doktor            | Royal National Theatre |
| 2009 | Arcadia                        | Septimus Hodge    | Duke of York's Theatre |
| 2010 | Late at Night                  | David             | The Old Vic            |
| 2012 | The Heiress                    | Morris Townsend   | Walter Kerr Theatre    |